# Pasaje (canton)
Pasaje est un canton d'Équateur situé dans la province d'El Oro.